# Calophaenini
Calophaenini es una tribu de coleópteros adéfagos perteneciente a la familia Carabidae. 

## Géneros
Tiene los siguientes géneros:
- Calophaena
- Calophaenoidea